# Miguel Livramento
Miguel Livramento (Biguaçu, 8 de maio de 1942 – Florianópolis, 2 de agosto de 2023) foi um radialista, cronista, narrador e comentarista esportivo de Santa Catarina. Com mais de 50 anos de carreira no jornalismo esportivo, começou na Rádio Jornal A Verdade em 1972. O profissional atuou em diversas rádios catarinenses, com destaque para a CBN Florianópolis e Rádio Guarujá, e em televisões locais, como TV Barriga Verde, RBS TV (atualmente NSCTV), SCC e NDTV. Também foi colunista do jornal Hora de Santa Catarina, da NSC Comunicação.
Terminou sua carreira trabalhando no Isto é Avaí, canal no YouTube dedicado ao Avaí Futebol Clube, trazendo notícias, análises, comentários de jogos e conteúdos exclusivos para os torcedores do Leão da Ilha. O canal também está presente em outras redes sociais.
O comentarista era torcedor do Avaí assumido e ficou conhecido por bordões que misturavam crítica e humor, como "Esse Avaí faz coisa" e "Conta aqui para o bonequinho".
Livramento morreu em 2 de agosto de 2023, em casa, um dia após trabalhar na transmissão do jogo Mirassol 2x2 Avaí, no Isto é Avaí, vítima de uma parada cardiorrespiratória, aos 81 anos.